# Ранида
Ранида (грч. Ρανις) је у грчкој митологији била нимфа.

## Етимологија
Њено име има значење „кишна кап“.

## Митологија
У свом делу „Метаморфозе“, Овидије ју је навео као нимфу, пратиљу богиње Артемиде. Неки извори је сврставају међу Океаниде.

## Биологија
Латинско име ових личности (Rhanis) је оригинални назив за род Rhene у оквиру групе паука.